# 巴托洛梅馬索
巴托洛梅馬索是古巴的城市，属格拉瑪省，面積629平方公里，海拔高度65米，2004年人口53,024，人口密度為每平方公里84.3人。